# Paspalum filiforme
Paspalum filiforme är en gräsart som beskrevs av Olof Swartz. Paspalum filiforme ingår i släktet tvillinghirser, och familjen gräs. Inga underarter finns listade i Catalogue of Life.